# Bernie Fraser (rugby à XV)
Pour les articles homonymes, voir Bernie Fraser et Fraser.
Pas d'image ? Cliquez ici

a Compétitions nationales et continentales officielles uniquement.

b Matchs officiels uniquement.
Dernière mise à jour le 3 mars 2023.
Bernard (Bernie) Gabriel Fraser, né le 21 juillet 1953 à Lautoka aux Fidji, est un ancien joueur de rugby à XV  qui a joué avec l'équipe de Nouvelle-Zélande. Il évoluait comme trois-quarts aile (1,78 m pour 83 kg).

## Biographie
Bernie Fraser est le père de la chanteuse Brooke Fraser.

## Carrière
Il a débuté avec la province de Wellington en 1975 et a joué jusqu'en 1986 avec cette province.
Il a fait ses débuts avec les All Blacks le 10 novembre 1979 à l’occasion d’un match contre l'équipe d'Écosse. Son dernier match fut contre l'équipe d'Australie le 21 juillet 1984.

## Palmarès
- Nombre de matchs avec Wellington : 121  (105 essais)
- Nombre de test matchs avec les Blacks :  23
- Nombre total de matchs avec les Blacks :  55
- Test-matchs par année : 2 en 1979, 2 en 1980, 8 en 1981, 3 en 1982, 7 en 1983 et 1 en 1984.